# Carl Barks
Carl Barks (ur. 27 marca 1901 w Merrill, zm. 25 sierpnia 2000 w Grants Pass) – amerykański scenarzysta, grafik i animator, autor disnejowskich komiksów z „kaczymi” bohaterami, tj. Kaczor Donald, siostrzeńcy Hyzio, Dyzio i Zyzio, twórca takich postaci jak Sknerus McKwacz, Bracia Be, Diodak czy Goguś Kwabotyn, „założyciel” miasta Kaczogród oraz organizacji Młodych Skautów. Will Eisner określił go mianem „Andersena komiksów”.

## Życiorys

### Dzieciństwo i młodość
Carl Barks urodził się 27 marca 1901 roku w miasteczku Merrill w Oregonie jako drugie dziecko drobnego farmera Williama Barksa i jego żony Arminty (z domu Johnson). Pierwsze lata życia przyszły artysta spędził w samotności: jego rodzice byli wiecznie zajęci pracą w gospodarstwie, zaś ze starszym bratem, Clyde'em, nigdy nie miał zbyt dobrego kontaktu. Dodatkowo siedziba Barksów położona była z dala od osad ludzkich; najbliżsi sąsiedzi mieszkali w odległości ok. 800 metrów od ich domu, zaś aby dotrzeć do małej, lokalnej szkoły (w której uczyło się zaledwie kilkoro dzieci), mały Carl musiał codziennie pokonywać pieszo prawie 3 kilometry.
W 1908 roku, mająca problemy finansowe, rodzina Barksów przeniosła się kilkanaście kilometrów na północ, do regionu Midland, położonego blisko nowo powstałej linii kolejowej. Carl wraz z bratem przerwali wówczas edukację, by pomóc rodzicom w pracy na nowej farmie, dostarczającej lokalnym rzeźniom zwierzęta na ubój. Wielkie wrażenie zrobiło na siedmioletnim wówczas Barksie lokalne targowisko, pełne przekrzykujących się rolników oraz budzących respekt, uzbrojonych kowbojów. Inwestycja Barksów okazała się trafna: już trzy lata później, w 1911, rodzina miała wystarczająco dużo pieniędzy, aby przeprowadzić się do Santa Rosa w Kalifornii. Tam jednak nie powiodło się już im tak dobrze: lokalny rynek nie wykazał zapotrzebowania na uprawiane przez Barksów warzywa, czego efektem były kolejne problemy finansowe oraz załamanie nerwowe ojca rodziny, Williama.
W 1913 rodzina powróciła do Merrill, co umożliwiło Carlowi ponowne podjęcie nauki i, w konsekwencji, ukończenie szkoły podstawowej (w 1916). Droga do dalszej edukacji była jednak, ku ogromnemu rozczarowaniu chłopca, zamknięta: najbliższa szkoła wyższego stopnia znajdowała się prawie 8 kilometrów od domu, w którym mieszkał. Zaczęły również dawać znać o sobie, lekceważone do tej pory, problemy ze słuchem, utrudniające zrozumienie słów nauczyciela. W 1916 roku zmarła również matka artysty, Arminta. Wydarzenie to miało poważne konsekwencje ekonomiczne dla całej rodziny: schorowany William nie był w stanie samodzielnie utrzymać gospodarstwa i dwóch synów, w związku z czym piętnastoletni Carl i o dwa lata starszy Clyde zmuszeni byli poszukać pracy.
W ciągu następnych lat Barks imał się, z mniejszym lub większym powodzeniem, wielu zawodów. Próbował swych sił m.in. jako drwal, kowboj, tokarz czy drukarz, pracował również na kilku farmach. W 1918 podjął pierwszą, nieudaną próbę zaistnienia w świecie komiksu: mając w kieszeni 100 dolarów przybył do San Francisco, gdzie starał się o pracę rysownika w redakcjach kilku gazet. Nie miał jednak jeszcze wystarczającego doświadczenia (komiksy tworzył od 10 roku życia, dotychczas traktował to jednak jako hobby), by móc rywalizować z zawodowymi grafikami, szybko więc, w 1920, powrócił w rodzinne strony. W 1921 roku spotkał Pearle Turner (1904–1987), która dwa lata później została jego żoną. W tym samym, 1923 roku, urodziła się córka Peggy, w rok później Dorothy. Rok 1923, prócz małżeństwa i urodzin pierwszej córki, przyniósł również Barksowi kolejną przeprowadzkę: wraz z rodziną wyjechał do Sacramento, gdzie przez pięć lat pracował w kompanii Pacific Fruit Express.

### Początki kariery
Pierwsze rysunki Barks zaczął tworzyć w 1911 roku, podczas pobytu rodziny w Kalifornii, jednak, nie licząc krótkiego epizodu związanego z pobytem w San Francisco, traktował swoje komiksy jako hobby i odskocznię od rzeczywistości. Sytuacja zmieniła się, kiedy tworzonymi przez niego pracami zainteresowali się wydawcy lokalnej gazety „Judge”. W 1928 roku rysownik nawiązał współpracę z wydawanym w Minneapolis pismem dla mężczyzn „Calgary-Eye-Opener”, jego rysunki okazjonalnie ukazywały się również w innych gazetach lokalnych. Dzięki rysunkom do jego kieszeni wpływało co miesiąc ok. 90 dolarów, co było, jak na tamte czasy, dość znaczną sumą. Sukces zawodowy nie szedł w parze z udanym życiem osobistym: związek Carla z Pearle rozsypał się ostatecznie w 1929 roku, czego skutkiem była separacja i, rok później, rozwód. Wydarzenie to odbiło się na psychice Barksa: pogrążony w depresji powrócił do rodzinnego Oregonu, co wiązało się również z kolejną utratą pracy. Brak funduszy skłonił go wkrótce do kolejnej zmiany miejsca zamieszkania – przeprowadził się do Minneapolis, gdzie ponownie znalazł zatrudnienie, tym razem już na pełny etat, w redakcji „Calgary-Eye-Opener”. Od tego momentu można mówić o początku jego profesjonalnej kariery.
Pobyt w Minneapolis wiązał się również z kolejnym ważnym wydarzeniem w życiu prywatnym artysty. W redakcji „Calgary-Eye-Opener” spotkał pracującą tam wówczas Clarę Balken. Z czasem znajomość przerodziła się w miłość – para pobrała się kilka lat później, w 1938 roku.
3 maja 1934 roku ukazał się film animowany The Wise Little Hen (pl Mądra kurka). Zadebiutowała w nim jedna z najbardziej znanych postaci stworzonych przez Walta Disneya, Kaczor Donald. Rok później, w listopadzie 1935, wytwórnia Disneya ogłosiła, że poszukuje nowych rysowników do pracy przy powstających produkcjach. Carl Barks zgłosił swój akces. Nowa praca wiązała się z przeprowadzką do Los Angeles oraz z obniżeniem zarobków (do 80 dolarów miesięcznie), rysownik postanowił jednak podjąć to ryzyko. Decyzja ta, jak miało się okazać, zmieniła na zawsze jego życie. Początkowo pełnił on funkcję szeregowego animatora (m.in. przy filmie Thru the Mirror), szybko jednak, w 1936, powierzono mu funkcję scenarzysty – odpowiadał za wymyślanie pomniejszych gagów, uatrakcyjniających scenariusze stworzone przez głównych scenarzystów. Wreszcie, na początku 1937 roku, Barksowi powierzono, wspólnie z Jackiem Hannah, stworzenie własnego scenariusza do animacji, której głównym bohaterem miał być Kaczor Donald. Film Modern Inventions miał swoją premierę 29 maja 1937 roku. Począwszy od tego czasu Barks stworzył scenariusze do jeszcze 33 animacji, m.in. do takich dzieł jak Donald's Nephews (1938), Donald's Cousin Gus (1939), Donald's Lucky Day (1939), Donald's Vacation (1940), oraz Donald Gets Drafted (1942). 27 z nich powstało we współpracy z Jackiem Hannah.
6 listopada 1942 Carl Barks opuścił szeregi wytwórni Disneya. Powodem tej decyzji, prócz nieporozumień z kolegami z pracy, było również niezadowolenie rysownika z narzucanej mu przez kierownictwo, związanej z toczącą się II wojną światową, propagandowej wymowy filmów takich jak Donald Gets Drafted czy The Vanishing Private (1942). Począwszy od tego okresu poświęcił się on wyłącznie tworzeniu komiksów. W swoim pierwszym dziele, komiksie Pluto Saves the Ship (jeden z pierwszych komiksów Disneya wydanych w Stanach Zjednoczonych, przeznaczony do regularnego czasopisma komiksowego), ograniczył się jedynie do napisania scenariusza (w czym pomogli mu Jack Hannah i Nick George), do drugiego, wydanego w październiku 1942 na łamach miesięcznika „Four Color”, liczącego 64 strony, komiksu Donald Duck Finds Pirate Gold, stworzył już rysunki. Nie była to jeszcze w pełni autorska praca: autorem scenariusza do niej był Bob Karp, połowę rysunków wykonał Jack Hannah. Rezygnacja z pracy u Disneya wiązała się z kolejną zmianą miejsca zamieszkania: rysownik wraz z żoną przeprowadził się do miasteczka Hemet w pobliżu San Jacinto, gdzie, w przerwach między rysowaniem, prowadził kurzą fermę.

### „The Duck Man”

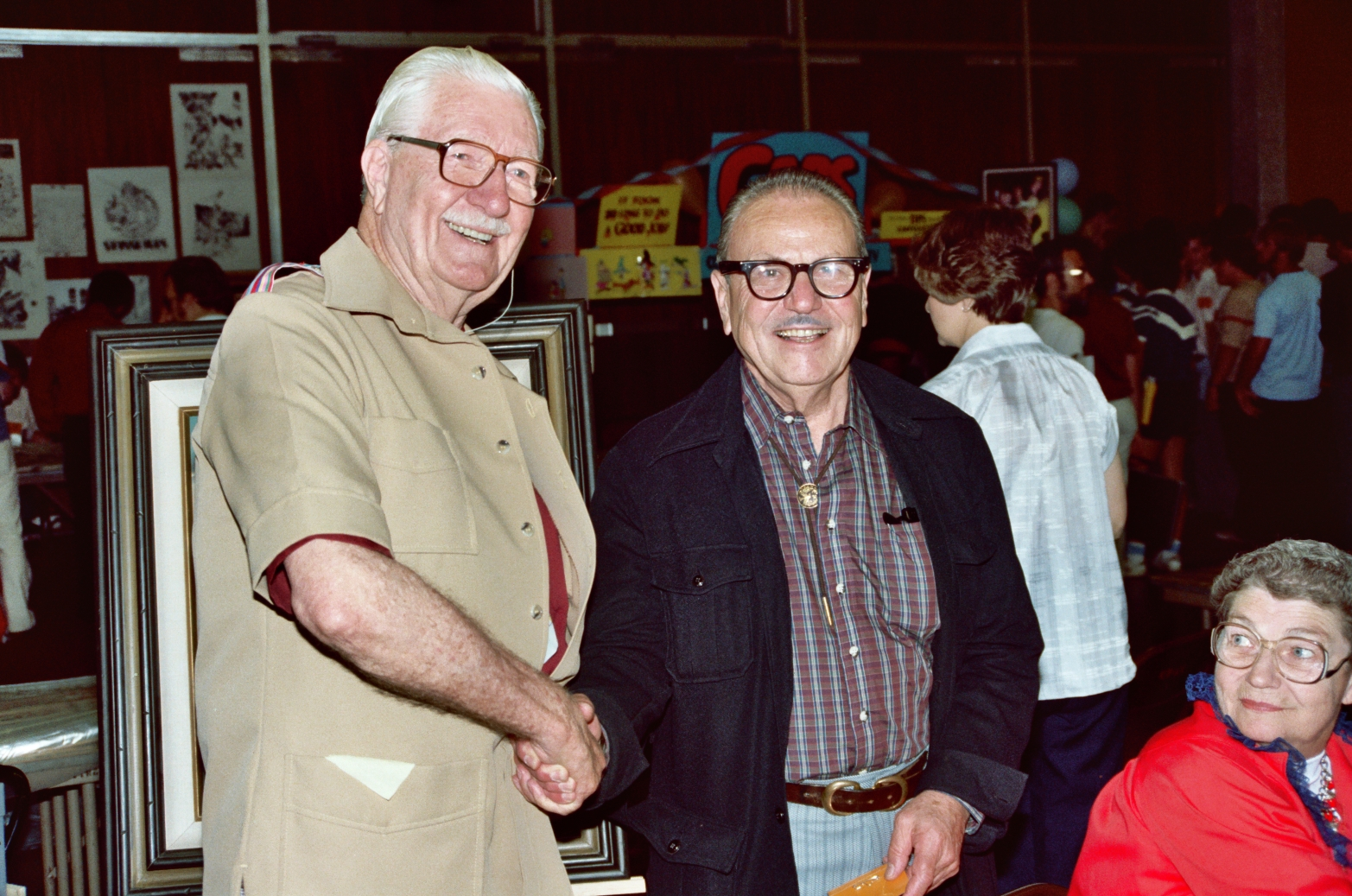
Carl Barks (z lewej) i Burne Hogarth podczas konwentu Comic-Conu w 1982

Na przełomie 1942 i 1943 roku Carl Barks nawiązał współpracę z wydawnictwem Western Publishing, poszukującym rysowników chętnych podjęcia się tworzenia nowych komiksów z Kaczorem Donaldem. Tak oto, od wydanego w kwietniu 1943 komiksu The Victory Garden (z Donaldem i zapożyczonymi od Ala Taliaferro Siostrzeńcami w rolach głównych), rozpoczęła się mająca trwać blisko trzy dekady współpraca Barksa z Western Publishing.
22 lipca 1947 roku Carl Barks ukończył pracę nad liczącym dwadzieścia stron komiksem Christmas On Bear Mountain. Wydane w grudniu tego samego roku dzieło okazało się jednym z najważniejszych w jego dorobku. Zadebiutowała w nim postać Sknerusa McKwacza – najbogatszego kaczora świata, wujka Donalda oraz Siostrzeńców. Komiks odniósł duży sukces wśród czytelników, oczywistym stało się więc, że kariera Sknerusa nie może zakończyć się, jak pierwotnie planowano, na jednym „występie”. Zaczęły ukazywać się więc kolejne historyjki: The Old Castle's Secret (pl. Tajemnica starego zamczyska, Kaczogród. Carl Barks tom 9, czerwiec 1948), Foxy Relations (pl. Polowanie na lisa KD 20/96, listopad 1948) oraz Race to the South Seas (grudzień 1948). Z biegiem lat kariera McKwacza nabierała tempa, jego postać zyskała najbardziej znaną dziś cechę charakteru: stawał się coraz bardziej skąpy. W wydanym w sierpniu 1949 komiksie Voodoo Hoodoo po raz pierwszy czytelnicy poznali fragment jego bogatej w przygody młodości – z biegiem lat Barks wracał do tej tematyki jeszcze wielokrotnie (a wraz z nim inni rysownicy, z Donem Rosą na czele). Wydany w 1950 roku komiks The Magic Hourglass (pl. Zaklęta klepsydra, KD 2/09) był pierwszą pracą, której głównym bohaterem nie był już Donald, lecz właśnie Sknerus. Począwszy od tego czasu można zaobserwować przenoszenie punktu ciężkości: coraz częściej historie tworzone przez Barksa koncentrowały się na przygodach starego McKwacza. Dotychczasowa postać pierwszoplanowa, Donald, choć wciąż istotna dla fabuły, musiała zadowolić się rolą drugoplanową.
Wbrew obiegowej opinii Sknerus nie był jednak pierwszą postacią wykreowaną przez Barksa: palma pierwszeństwa przypada sąsiadowi Kaczora Donalda, J. Jonsowi – zadebiutował on już w 1943 roku, w Good Deeds (pl. Skutki dobrych uczynków, KD 44/98), czwartym komiksie, stworzonym przez Barksa samodzielnie. Dopiero jednak sukces Sknerusa skłonił artystę do stworzenia kolejnych postaci wzbogacających „kaczy” świat. W sierpniu 1948 roku, dzięki komiksowi Wintertime Wager (pl. Kąpiel w środku zimy z KD 2/95 lub Na zakłady nie ma rady z KD 1/09), czytelnicy poznali obdarzonego gigantycznym szczęściem Gogusia, kuzyna Donalda. W ślad za nim pojawili się Bracia Be (1951) oraz Diodak (1952). Niepowodzenie związane z małym sukcesem Kizi, Mizi i Fizi (1953) zrekompensowało pojawienie się, trzy lata później, Wolframika – małego pomocnika Diodaka z żarówką zamiast głowy. Wszystkie te postacie wzbogacały uniwersum Kaczora Donalda, dołączając do stworzonych wcześniej przez Ala Taliaferro Siostrzeńców, Daisy czy Babci Kaczki. Jednocześnie rysownik nie bał się trudnych decyzji: praktycznie zrezygnował z postaci psa Malucha, stworzonego przez Taliaferro i cieszącego się dużą sympatią czytelników.
Drukowane w tamtych czasach komiksy nie były opatrzone podpisem autora, wszystkie oficjalnie powstawały pod patronatem Walta Disneya. Z czasem jednak fani dostrzegli, iż większość czytanych przez nich historii wychodzi spod ręki jednego rysownika. Nie znając jego prawdziwego nazwiska zaczęli nadawać mu rozmaite pseudonimy, z których największą popularnością cieszyły się dwa: „The Good Duck Artist” oraz „The Duck Man”. Po ujawnieniu nazwiska rysownika przydomki te przylgnęły do niego na stałe, towarzysząc mu aż do śmierci.
Sukces zawodowy po raz kolejny nie przyniósł jednak artyście powodzenia w życiu osobistym. Jego drugie małżeństwo, z Clarą Balken, rozpadło się w 1951 roku. Rok później, na jednej z lokalnych wystaw malarskich poznał urodzoną w 1917 pejzażystkę Margaret Wynnfred Williams, zwaną zdrobniale Garé. Kobieta wkrótce została asystentką (odpowiadała za wpisywanie dialogów w dymki) i, w 1958, żoną rysownika. Jak miało się okazać, Garé była miłością życia artysty, ich wieloletni związek przerwała dopiero jej śmierć.

### Emerytura
W 1966 roku Carl Barks oficjalnie przeszedł na emeryturę, pozostawiając pieczę nad losami swoich bohaterów młodszym twórcom. Nie porzucił jednak całkowicie wykreowanego przez siebie świata: sporadycznie pojawiał się na konwentach, za namową jednego z pracowników wydawnictwa Western Publishing stworzył do 1974 roku kilka scenariuszy zilustrowanych przez innych rysowników, m.in. Tony’ego Strobla. Najważniejszą pracą z tego okresu jest powstały w 1967 roku komiks King Scrooge the First (pl. Król Skneriusz Pierwszy, Kaczor Donald 38/08) – ostatni przed długą przerwą stworzony przez artystę komiks z udziałem Sknerusa McKwacza. W latach 1970–1974 opisywał głównie przygody walczącego o ochronę środowiska naturalnego kaczogrodzkiego zastępu Młodych Skautów (prace te ukazują się w piśmie „Kaczor Donald” z rysunkami Daana Jippesa), stworzył również kilka okładek.
W tym samym okresie, za namową fanów, Carl Barks rozpoczął, uzyskawszy uprzednio zezwolenie posiadającego pełnię praw autorskich wydawnictwa, pracę nad cyklem obrazów olejnych przedstawiających wybrane sceny z jego komiksów. Prace te, sprzedawane nierzadko za drobne sumy (100–200 dolarów), osiągnęły z czasem, ku zdziwieniu samego autora, wysoką wartość na giełdach kolekcjonerskich. Najbardziej znane z nich, przedstawiające Kaczora Donalda, sprzedane zostały w połowie lat 90. XX w. za blisko pół miliona dolarów. W 1977 na rynku kolekcjonerskim pojawiać zaczęły się falsyfikaty sygnowane nazwiskiem Barksa, co skłoniło wytwórnię Disneya do cofnięcia wydanej artyście licencji. Poszukujący zajęcia rysownik zaczął wówczas malować postacie niezwiązane w żaden sposób z uniwersum Kaczora Donalda.
W 1981, dzięki staraniom producenta filmów z cyklu Gwiezdne wojny, Gary’ego Kurtza, wytwórnia Disneya wydała Barksowi zgodę na stworzenie obrazu Wanderers of Wonderlands. Praca ozdobiła okładkę kolekcjonerskiego albumu Uncle Scrooge McDuck: His Life and Times zawierającego jedenaście klasycznych komiksów pokolorowanych przez Petera Ledgera. W tomiku tym znalazła się również jedna, składająca się z dwunastu akwarel nowa historia: Go Slowly, Sands of Time – pierwsza od czternastu lat stworzona przez artystę historia z udziałem Sknerusa McKwacza. Tomik, początkowo odrzucany przez wszystkich liczących się w Stanach wydawców, ukazał się w końcu nakładem małego wydawnictwa Celestial Arts, kupionego specjalnie w tym celu przez samego Kurtza. Niespodziewanie odniósł on ogromny sukces, na stałe wyznaczając kanony tworzenia tego typu wydawnictw. O randze Uncle Scrooge McDuck: His Life and Times świadczy fakt, iż był to pierwszy komiks, który doczekał się recenzji w działach literackich prestiżowych tygodników „Time” i „Newsweek”. W tym samym okresie Carl Barks doczekał się szczególnego wyróżnienia – jego imieniem ((2730) Barks) nazwano planetoidę odkrytą 30 sierpnia 1981 roku.
W 1987 ukazał się pierwszy odcinek wyprodukowanego przez The Walt Disney Company serialu animowanego Kacze opowieści. Składający się ze 100 odcinków serial, produkowany do roku 1990, powstał na kanwie scenariuszy napisanych przez Carla Barksa. 22 października 1991 wytwórnia odznaczyła artystę nagrodą „Disney Legends”. Podczas oficjalnej ceremonii, której częścią było m.in. odciśnięcie przez rysownika dłoni na chodniku koło kalifornijskiej siedziby Disneya, Barks rozbawił wszystkich słowami „Chcę podziękować Studiu Disneya za tę nagrodę, w imieniu nie tylko swoim, lecz także wszystkich fanów komiksów – dzieci, które kiedyś kupowały te komiksy za dziesięć centów, a teraz sprzedają je za 2000 dolarów”.

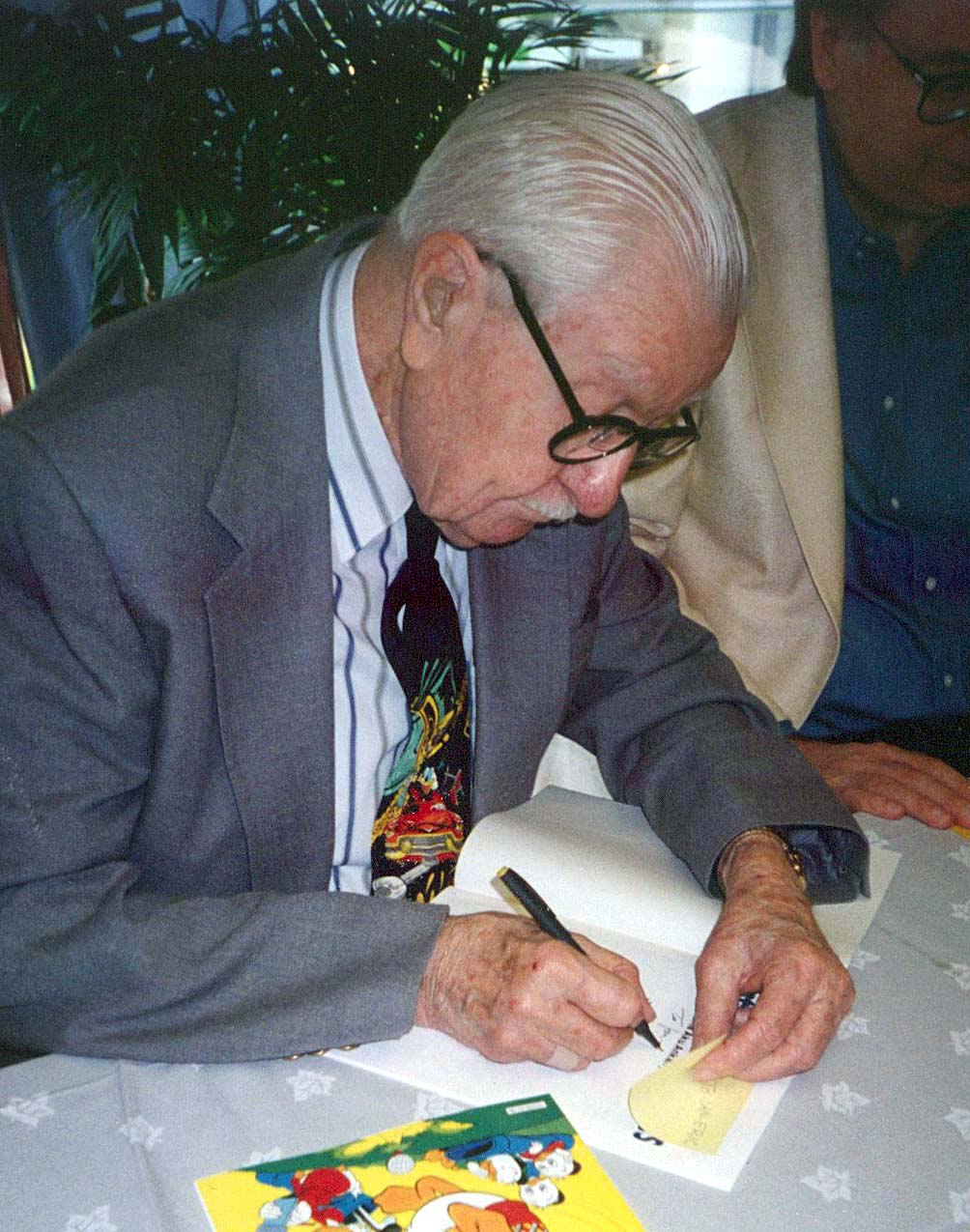
Carl Barks podczas spotkania z fanami w Finlandii, 1994

10 marca 1993 roku zmarła żona Barksa, Margaret. Osamotniony artysta postanowił, w 1994, jeszcze raz wrócić do świata komiksu. Efektem tego było kilka nowych scenariuszy stworzonych dla Carl Barks Studio, zrealizowanych przez takich rysowników jak Daan Jippes czy William Van Horn. W tym samym roku odbył podróż promocyjną po 11 krajach Europy, podczas której odwiedził m.in. Finlandię, Niemcy i Polskę. W 1997 odbył się wielki benefis z okazji 96. urodzin rysownika oraz 50. rocznicy pojawienia się postaci Sknerusa McKwacza. Współpraca z wydawnictwem zakończyła się ostatecznie w nieprzyjemnych okolicznościach (ponownie związanych ze sporami dotyczącymi praw autorskich) w 1998 roku. Od tego czasu artysta poświęcił się swojemu hobby – oglądaniu meczów footballu w telewizji.
W ostatnich miesiącach życia Carl Barks unikał publicznego pojawiania się, kilka miesięcy przed śmiercią zdiagnozowano u niego białaczkę. Schorowany, osłabiony przyjmowaną chemioterapią, zmarł 25 sierpnia 2000 roku w swoim domu w rodzinnym Oregonie. Opiekująca się nim w ostatnich tygodniach pielęgniarka, Serene Hunickle, stwierdziła później, że zachował on poczucie humoru do ostatnich chwil życia. „Wielki człowiek ukrywający się za swymi kaczorami”, jak określiła go amerykańska prasa, zostawił po sobie córkę, dwoje wnucząt i siedmioro prawnucząt, a także 7500 stron komiksów, 190 okładek oraz 396 scenariuszy.

## Twórczość

### Styl
Carl Barks stworzył ok. 1500 prac z udziałem swoich „kaczych” bohaterów, na jego komiksach wychowali się właściwie wszyscy liczący się dziś disnejowscy rysownicy. W szczytowym okresie komiksów Disneya w USA, w latach 40. i 50. XX wieku, Barks wyznaczył obowiązujący przez wiele lat kanon tworzenia rysunków. Rysowane przez niego kaczory były bardziej dopracowane, posiadały również bardziej „ludzką” sylwetkę niż te znane z dzieł wcześniejszych rysowników, m.in. Ala Taliaferro. Elementy drugiego tła, jak również postacie epizodyczne, tworzone były z dużo mniejszą dokładnością, często w kadrach widoczne były jedynie ich zarysy (niejednokrotnie pokryte zaledwie jednym czy dwoma kolorami).
Artysta przykładał, w przeciwieństwie do Taliaferro, bardzo dużą wagę do prawidłowego oddania ruchu postaci. Zaobserwował na przykład, że maszerujący człowiek nigdy nie wysuwa jednocześnie tej samej pary kończyn (lewej bądź prawej) – zawsze w przodzie znajdują się jednocześnie prawa noga oraz lewa ręka (lub odwrotnie). Barks stosował powyższą zasadę w swoich rysunkach i w ciągu długiej kariery tylko trzykrotnie zdarzyło mu się popełnić w tej kwestii błąd.
Jednym z pierwszych światowej sławy rysowników, który wyłamał się z narzuconych przez Barksa (i przyjętych przez wydawnictwo) kanonów był włoski rysownik Romano Scarpa, prawdziwy przełom przyniosły jednak dopiero lata 80. XX wieku. Pojawiła się wtedy grupa młodych, głównie włoskich rysowników (z Giorgio Cavazzano na czele), która na stałe odrzuciła barksowskie ograniczenia, wprowadzając dużą różnorodność w stylistyce postaci. Obecnie na rynku komiksowym wyznaczyć można dwie rywalizujące ze sobą szkoły tworzenia komiksów: artystów, którzy wypracowali własny, indywidualny styl, oraz mniej lub bardziej ortodoksyjnych naśladowców tradycyjnej kreski Barksa. Do pierwszej grupy zaliczyć można m.in. Dona Rosę, Flemminga Andersena czy Enrico Facciniego, w drugiej znajdują się m.in. Vicar, Daan Jippes czy nieżyjący już Tony Strobl. Podobna linia podziału przebiega również wśród fanów „kaczych” komiksów.

### Inspiracje
Ogrom stworzonych przez Barksa prac utrudnia jednoznaczne wskazanie źródła inspiracji artysty. Bohaterowie jego komiksów przeżywają najróżniejsze przygody: często podróżują po świecie, wielokrotnie odwiedzając m.in. Jukon (ze szczególnym uwzględnieniem okolic rzeki Klondike), Australię oraz kraje afrykańskie. Na łamach komiksów niejednokrotnie wspominane jest miasto Timbuktu: kaczory (wraz z Diodakiem) chronią się w nim przed gniewem kaczogrodzian m.in. w komiksie The Day Duckburg Got Dyed (pol. Kolorowe kłopoty). W 1965 ukazał się, uważany za jeden z najlepszych w dorobku rysownika, komiks Micro-Ducks from Outer Space (pol. Mikrokaczki nie z tej Ziemi), na łamach którego poznać możemy szczegóły spotkania Sknerusa McKwacza i jego rodziny z przybyszami z innej planety. Nie był to zresztą pierwszy kontakt kaczorów z kosmosem: już w 1948 roku, w komiksie Rocket Race to the Moon (pol. Na Księżyc i z powrotem) Donald i Siostrzeńcy odbyli podróż na Księżyc, spotykając tam żywiącego się benzyną kosmitę.
Duży wpływ na twórczość Barksa wywarła jego pasja motoryzacyjna. Rysowane przez niego Kaczory przy różnych okazjach zasiadają za kierownicą różnych, zazwyczaj luksusowych wehikułów. Również w elementach drugiego tła często znaleźć można różnorakie, często całkowicie futurystyczne samochody pokonujące prawie puste ulice: pojazdy przypominające wyglądem monocykl, z dziurami w podwoziu, czy też posiadające nieproporcjonalnie duże bądź małe koła. Swój charakter (i oficjalną nazwę) zawdzięcza Barksowi tradycyjny samochód Donalda, czerwony kabriolet popularnie zwany „Trzystatrzynastką”. Nieco rzadziej niż auta, choć z równie dużą fantazją, rysownik umieszczał w swoich pracach przeróżne pojazdy latające. Jedynie motorówki, stały element historii rozgrywających się nad wodą, przedstawiane były w raczej tradycyjny sposób.
Najliczniejszą grupę komiksów stworzonych przez Carla Barksa tworzą jednak historie „z życia wzięte”. Czytając je możemy obserwować zabawne sceny z życia codziennego mieszkańców Kaczogrodu: przykłady skąpstwa Sknerusa McKwacza, premiery nowych, futurystycznych wynalazków Diodaka, rywalizację między Donaldem a jego kuzynem Gogusiem lub sąsiadem Jonesem, psoty Siostrzeńców lub próby ataków Braci Be na Skarbiec. Wiele ze stworzonych przez Barksa historii przedstawia perypetie zawodowe Donalda: za każdym razem podejmując nową pracę jest on pełen dobrych chęci i obiecuje sobie, że już niedługo uda mu się odnieść sukces, z reguły jednak, głównie ze względu na porywczy temperament lub zwykłego pecha, próby te kończą się fiaskiem. Sam rysownik, pytany przez fanów, przyznał, że związane z ciągłym poszukiwaniem stałej pracy perypetie Donalda znalazły źródło w jego własnym życiu – są one odbiciem młodzieńczych lat artysty.
Podobnie sprawa przedstawiała się w przypadku drugiego z wielkich bohaterów jego komiksów, Sknerusa McKwacza. Artysta obdarzył go szeregiem cech, które charakteryzowały i jego: McKwacz Barksa jest przeważnie zamknięty w sobie, skłonny do popadania w zadumę i wspominania czasów młodzieńczych (czego odbiciem jest m.in. wydany w Polsce komiks Powrót do Klondike). Dodatkowo, ze względu na chorobliwe skąpstwo tej postaci, stanowiące przeciwwagę dla lekkomyślności (czasem wręcz rozrzutności) Donalda, jej zachowanie było stosunkowo łatwe do zilustrowania. Tworząc komiks z udziałem Sknerusa, Barks nie musiał długo zastanawiać się, jak zachowa się jego bohater – zawsze postępował on w sposób gwarantujący utratę jak najmniejszej ilości pieniędzy. I tutaj jednak zdarzały się oczywiście wyjątki, czego przykładem jest kosztowny pojedynek na rozrzutność, jaki Sknerus stoczył z goszczącym w Kaczogrodzie maharadżą w komiksie Statuesque Spendthrifts (jest to nieoficjalny tytuł – w wydaniu oryginalnym historyjka nie posiadała tytułu; pol. Pomnik Sknerusa).
Oddzielnego omówienia wymagają prace Barksa pochodzące z początkowego okresu jego kariery, drukowane w piśmie „Calgary-Eye-Opener”. Charakter tego przeznaczonego dla mężczyzn czasopisma, prezentującego na swoich łamach m.in. dużą liczbę dowcipów kwalifikowanych dziś jako rasistowskie, seksistowskie czy wręcz erotyczne, narzucał artyście określoną tematykę jego obrazków. Barks szybko odnalazł się w tej stylistyce, czego owocem była duża liczba dowcipnych, choć słabo dziś, ze względu na tematykę, znanych rysunków powstałych w latach 1928–1936. 160 z nich wydanych zostało w 1997 roku nakładem wydawnictwa Hamilton Company w tomiku The Unexpurgated Carl Barks oraz Carl Barks His Work and His Life. Prezentowane w początkach kariery poczucie humoru dawało zresztą o sobie znać również później, czego przykładem może być pierwotne zakończenie wydanego w 1947 roku komiksu Donald Duck's Atom Bomb, (ocenzurowanego przez wydawnictwo m.in. w Stanach Zjednoczonych, Finlandii i Niemczech).

### Bohaterowie wymyśleni przez Carla Barksa
Carl Barks w ciągu lat pracy wzbogacił świat Kaczora Donalda o wiele nowych, interesujących postaci. Z czasem niektóre z nich zaczęły odgrywać wielką rolę, stając się nieodłącznym elementem disnejowskich komiksów. Do najważniejszych postaci wymyślonych przez Carla Barksa należą:
- Sknerus McKwacz (ang. Scrooge McDuck) – skąpy wujek Donalda, najbogatszy kaczor świata, właściciel szczęśliwej dziesięciocentówki i Skarbca pełnego pieniędzy, po raz pierwszy pojawił się w komiksie Christmas on Bear Mountain (pol. Wielka niedźwiedzica, KD 51-52/09) w 1947 roku. Od tego czasu postać ta pojawiła się w 580 pracach[14] narysowanych przez (lub na podstawie scenariusza) Carla Barksa.
- Diodak (ang. Gyro Gearloose) – genialny wynalazca, twórca Wolframika, wehikułu czasu oraz tysięcy innych, często zupełnie nieprzydatnych wynalazków. Zadebiutował w 1952 roku w komiksie Gladstone's Terrible Secret (pol. Szczęście Gogusia); Carl Barks wykorzystał jego postać 114 razy.
- Bracia Be (ang. Beagle Boys) – dybiąca na majątek Sknerusa wielopokoleniowa przestępcza rodzina, której głową jest Dziadek Be. Po raz pierwszy pojawili się w 1951 roku w komiksie Terror Of The Beagle Boys (pol. Zmartwienie dużego kalibru), od tego czasu wystąpili w ok. 50 pracach Carla Barksa. Łącznie wykorzystano ich już w ok. 4000 dziełach różnych twórców, co czyni ich najczęściej pojawiającymi się czarnymi charakterami w uniwersum Kaczora Donalda.
- Goguś Kwabotyn (ang. Gladstone Gander) – obdarzony gigantycznym szczęściem trochę zarozumiały kuzyn Donalda oraz jego konkurent w walce o względy Daisy. Od czasu debiutu w komiksie Wintertime Wager (pol. Kąpiel w środku zimy lub Na zakłady nie ma rady) wystąpił w 77 pracach tego autora.
- Magika De Czar (ang. Magica De Spell) – mieszkająca (razem z krukiem Edgarem) w chatce na zboczu Wezuwiusza czarownica, usiłująca wykraść szczęśliwą dziesięciocentówkę Sknerusa (aby zrobić z niej amulet zapewniający jego właścicielowi bogactwo), po raz pierwszy pojawiła się w grudniu 1961 w komiksie The Midas Touch (pol. Dotyk Midasa). Carl Barks wykorzystał ją w niemalże 30 pracach, obecnie jest to, obok Braci Be, najczęściej pojawiający się czarny charakter w „kaczych” historiach (powstało już ponad tysiąc prac z jej udziałem).
- J. Jones – praktycznie każdy komiks, w którym występuje, opisuje jedną z kłótni toczących się pomiędzy nim a jego sąsiadem, Donaldem. Po raz pierwszy pojawił się w 1943 roku w komiksie Good Deeds (pol. Skutki dobrych uczynków), od tego czasu wystąpił w jeszcze 10 dziełach Carla Barksa.
- Złotka O’Gilt (ang. Goldie O’Gilt) – pierwsza i jedyna prawdziwa miłość Sknerusa McKwacza, właścicielka kasyna w Dawson. Zadebiutowała w 1953 roku w komiksie Back to the Klondike (pol. Powrót do Klondike), od tego czasu pojawiła się w kilku pracach (głównie obrazach) tego autora. Większą rolę postać Złotki odgrywa w twórczości innych rysowników, zwłaszcza Dona Rosy.
- Granit Forsant (ang. Flintheart Glomgold) – miliarder, jeden z konkurentów Sknerusa McKwacza do tytułu „Najbogatszy kaczor świata”. Na stałe mieszka w prowincji Limpopo w Południowej Afryce, ma również willę w Kaczogrodzie. Po raz pierwszy ten antagonista Sknerusa pojawił się we wrześniu 1956 w komiksie The Second-richest Duck (pl. „O kawałek sznurka”), w dziełach Barksa pojawiał się 9 razy (w tym w trzech komiksach). Granit Forsant jest również głównym rywalem Sknerusa w serialu animowanym Kacze opowieści.
- John Kwakerfeller (ang. John D. Rockerduck) – miliarder, podobnie jak Granit Forsant konkurent Sknerusa do tytułu Najbogatszy kaczor świata. Carl Barks wykorzystał jego postać tylko raz, w komiksie Boat Buster (grudzień 1961), jednak w dziełach innych rysowników pojawia się ona obecnie częściej niż Granit Forsant.
- Wolframik (ang. Little Helper) – mały robocik z żarówką zamiast głowy, pomocnik Diodaka, skonstruowany przez niego w 1952 roku. Po raz pierwszy pojawił się w komiksie The Cat Box (pol. Tłumacz uniwersalny lub Z kociego na nasz) w roku 1956. Carl Barks umieścił Wolframika w 73 swoich dziełach.
- Korneliusz Kwaczak (ang. Cornelius Coot) – założyciel Kaczogrodu, jego pomnik jest jednym z najbardziej charakterystycznych elementów krajobrazu miasta. Pierwsza o nim wzmianka pada w komiksie Statuesque Spendthrifts (pol. Pomnik Sknerusa). Pomnik Korneliusza Kwaczaka pojawia się w czterech komiksach Barksa.
- Panna Dziab (ang. Emily Quackfaster) – sekretarka Sknerusa. Po raz pierwszy pojawiła się, podobnie jak Magika, w komiksie The Midas Touch, jej nazwisko po raz pierwszy padło w komiksie A Spicy Tale. Panna Dziab pojawiła się w pięciu pracach autorstwa Carla Barksa, częściej jej postać wykorzystywali inni rysownicy.
- Kizia, Mizia i Fizia (ang. April, May and June) – siostrzenice Daisy, stanowiące, w zamyśle, przeciwwagę dla postaci Hyzia, Dyzia i Zyzia. Po raz pierwszy pojawiły się w 1953 roku komiksie Flip Decision (pol. Wyznawca rzucizmu). Carl Barks umieścił je w sześciu swoich dziełach.
- W stworzonym przez Carla Barksa drzewie genealogicznym Kaczej Rodziny[15] wymienieni są (tylko z imienia) m.in.: Hortensja McKwacz, Matylda McKwacz, Kaczka Della Thelma czy Kaczor Kwaczymon – postacie występujące później w komiksach autorstwa Dona Rosy.

Carl Barks jest również autorem wielu innych symboli „kaczego” świata. Do najważniejszych i najbardziej rozpoznawalnych z nich należą:
- Kaczogród w stanie Kalisota (ang. Duckburg, Calisota) – fikcyjne miasto położone na zachodnim wybrzeżu Stanów Zjednoczonych (prawdopodobnie w okolicach współczesnego San Francisco). Mieszka tam większość głównych bohaterów wszystkich „kaczych” komiksów. Kaczogród „narodził” się wraz z pierwszymi komiksami z Kaczorem Donaldem, pierwszy raz z nazwy wymieniony został jednak dopiero w ostatnim kadrze wydanego w 1944 roku komiksu High Wire Daredevils (pol. Linoskoczek).
- Skarbiec Sknerusa McKwacza (ang. The Money Bin) – ogromy sześcienny budynek stojący na Wzgórzu Szalonego Muła (tym samym, na którym przed laty stał Fort Kaczogród). Miejsce, w którym Sknerus przechowuje prawie wszystkie swoje pieniądze i, według niektórych wersji, również mieszka. Budynek, według Dona Rosy wybudowany w 1902 roku, po raz pierwszy pojawił się w wydanym w 1951 roku komiksie The Big Bin on Killmotor Hill (pol. Zamrożony kapitał); od tego czasu jest nieodłącznym elementem panoramy Kaczogrodu.
- Młodzi Skauci (ang. The Junior Woodchucks) – organizacja skautowska założona (według Dona Rosy) w 1901 roku przez Kwalutka Kwaczaka (wuja Babci Kaczki) skupiająca w swoich szeregach młodych ludzi z całego świata. Członkami Zastępu Numer Jeden (z siedzibą w Kaczogrodzie) są siostrzeńcy Donalda: Hyzio, Dyzio i Zyzio. Pierwsza wzmianka o Młodych Skautach pada w wydanym w 1951 roku komiksie Operation St. Bernard (pol. Bernardyn pełnej krwi).

### Inne komiksy
Choć Carl Barks znany jest głównie ze swoich „kaczych” komiksów, w swoim dorobku miał również kilka dzieł wykraczających poza ramy uniwersum Kaczora Donalda. Wypada w tym miejscu wymienić przede wszystkim dwie pozycje: wydany w sierpniu 1945 komiks The Riddle of the Red Hat (pol. Dziewczyna w czerwonym kapeluszu) – jedyną stworzoną przez Barksa pracę, której bohaterem była wykreowana przez Walta Disneya Myszka Miki, oraz komiks Porky of the Mounties, w którym główną rolę grała znana z przygód Królika Bugsa świnka Porky (scenariusz do tej historii napisał Chase Craig). Carl Barks stworzył również kilka prac, których bohaterami byli Miś Barney oraz pies Droopy.

## Twórczość Carla Barksa w Polsce
Twórczość Carla Barksa jest doskonale znana miłośnikom komiksów Disneya w Polsce. Jego dzieła po raz pierwszy zawitały do Polski na początku lat 90. XX wieku, wraz z pojawieniem się w sprzedaży wydawanych przez Egmont czasopism „Mickey Mouse” (1990), „Donald Duck” (1991). Prawdziwy rozkwit zainteresowania „kaczymi” komiksami (w dużej części autorstwa Barksa) nastąpił w roku 1994, wraz z przemianowaniem „Mickey Mouse” na dwutygodnik (od 1997 tygodnik) „Kaczor Donald”. Pismo, na łamach którego drukowano wiele z najpopularniejszych dziesięciostronicowych dzieł autora, zwykle w roli „komiksu numeru”, rozchodziło się w tym okresie w nakładzie ok. 200 000 egzemplarzy (rekordowy numer 8 (171) z marca 1999 osiągnął nakład 290 000), z jego redakcją współpracował m.in. profesor Jerzy Bralczyk Dane m.in. na podstawie oficjalnej strony wydawnictwa. W tym samym, 1994 roku Carl Barks, odbywający z okazji sześćdziesiątych urodzin Kaczora Donalda podróż promocyjną po Europie, przyjechał do Polski, odwiedził wtedy m.in. warszawską redakcję „Kaczora Donalda”.
Obecnie prace Carla Barksa, choć znacznie rzadziej niż kilka lat temu, wciąż drukowane są na łamach tygodnika „Kaczor Donald”, jego komiksy sporadycznie pojawiają się również w wydawnictwach okolicznościowych tego czasopisma (np. Mikrokaczki nie z tej Ziemi w wydanym w 2005 tomiku Tajemniczy kosmos). W 2004, w ramach serii komiksów Kaczogród, do sklepów trafił kolekcjonerski album w całości poświęcony jego historyjkom.
Wydawnictwo Egmont Polska podczas 29 Międzynarodowego Festiwalu Komiksu i Gier w Łodzi zapowiedziało wydanie w Polsce kompletnej kolekcji komiksów Carla Barksa. Pierwsze dwa tomy są planowane na 28 listopada 2018r. Trzeci tom został zapowiedziany na 23 stycznia 2019r.

### Lista komiksów na dane czasopismo
- Gigant Poleca – 1 komiks[20]
- MegaGiga – 2 komiksy[21]
- Kaczor Donald – 349 komiksów[22]
- Kaczor Donald – Wydanie Specjalne – 1 komiks[23]
- Kaczogród – 28 komiksów[24]
- Mickey Mouse – 6 komiksów[25]
- Donald Duck – 3 komiksy[26]
- Komiksowo – 1 komiks[27]
- Łamacz Głowy – 1 komiks[28]
- Urodziny Kaczora Donalda – 2 komiksy[29]

W sumie w Polsce wydano 360 komiksów Carla Barksa (niektóre historyjki wydawano kilkakrotnie).